# دامیر ۵۷۱۷
سیارک ۵۷۱۷ (به انگلیسی: 5717 Damir، نامگذاری:1982UM6) پنج هزار و هفتصد و هفدهمین سیارک کشف شده‌است که در ۲۰ اکتبر ۱۹۸۲ کشف شد.
قدر مطلق سیارک برابر ۱۴٫۴۰ است.